# Хајмертинген
Хајмертинген (њем. Heimertingen) општина је у њемачкој савезној држави Баварска. Једно је од 52 општинска средишта округа Унтералгој. Према процјени из 2010. у општини је живјело 1.695 становника. Посједује регионалну шифру (AGS) 9778150.

## Географски и демографски подаци
Хајмертинген се налази у савезној држави Баварска у округу Унтералгој. Општина се налази на надморској висини од 579 метара. Површина општине износи 13,9 km². У самом мјесту је, према процјени из 2010. године, живјело 1.695 становника. Просјечна густина становништва износи 122 становника/km².